# Baryphyma maritimum
Baryphyma maritimum är en spindelart som först beskrevs av Crocker och Parker 1970.  Baryphyma maritimum ingår i släktet Baryphyma och familjen täckvävarspindlar. Arten är reproducerande i Sverige. Inga underarter finns listade.